# Turbanella bengalensis
Turbanella bengalensis is een buikharige uit de familie Turbanellidae. Het dier komt uit het geslacht Turbanella. Turbanella bengalensis werd in 1968 voor het eerst wetenschappelijk beschreven door Rao & Ganapati. 